# State of Confusion
《State of Confusion》는 1983년 5월 24일에 발매된 영국의 록 밴드 킹크스의 스무 번째 스튜디오 음반이다. 이 음반에는 싱글 〈Come Dancing〉이 수록되어 있으며, 이 곡은 미국 빌보드 핫 100 차트에서 6위에 오르며 1965년 발표된 〈Tired of Waiting for You〉와 동등한 성과를 거둔, 밴드의 미국 내 최대 히트 싱글 중 하나가 되었다. 음반 자체도 큰 성공을 거두어 빌보드 200 차트에서 12위까지 올랐으며, 1983년 8월, 캐나다에서 골드 인증을 받았다. 이 음반은 드러머 믹 애버리가 밴드의 정식 멤버로 참여한 마지막 킹크스 음반이기도 하다.
이 음반은 여러 나라에서 최소 7차례 이상 CD로 재발매되었으며, 이들 모두 4곡의 보너스 트랙을 수록하고 있다. 그러나 이들 재발매판 가운데 어느 것도 〈Come Dancing〉의 12인치 확장 버전 (호른 연주가 길게 이어지는 확장 엔딩을 포함)을 CD로 수록한 적은 없으며, 이 버전은 현재까지도 바이닐로만 들을 수 있다. 또한, 〈Noise〉의 12인치 확장 버전 역시 CD로는 한 번도 발매된 적이 없으며, 역시 바이닐로만 존재한다. 한편, 영국에서 발매된 〈Bernadette〉의 12인치 버전은 중간에 레이 데이비스가 추가로 쓴 가사가 삽입되는 등 원곡과 차이를 보인다.

## 평가
| 전문가 평가                       | 전문가 평가 |
| 평가 점수                         | 평가 점수   |
| 출처                              | 점수        |
| --------------------------------- | ----------- |
| AllMusic                          | [ 4 ]       |
| Blender                           | [ 5 ]       |
| The Encyclopedia of Popular Music | [ 6 ]       |
| Rolling Stone                     | [ 7 ]       |
| Uncut                             | [ 8 ]       |

《State of Confusion》는 미국 평단으로부터 호평을 받았다. 《롤링 스톤》은 "1983년에 이런 음반을 만들 수 있는 밴드는 킹크스밖에 없으며, 정상에 올라야 할 자격이 있는 밴드는 바로 이들이고, 이 LP가 그들을 그 자리에 올려놓아야 한다"고 평했다.
음반의 카세트 버전에만 수록된 곡 〈Long Distance〉는 전반적으로 비평가들로부터 긍정적인 평가를 받았다. 올뮤직의 스티븐 토마스 얼와인은 이 곡을 회고적으로 "애틋한 팝"이라 칭하며, "훌륭한 숨은 명곡"이라고 평가했다. 《롤링 스톤》의 평론가 파크 퓨터보는 이 곡을 "놀라울 정도로 밥 딜런풍이라 극찬하며, "〈Long Distance〉를 《State of Confusion》의 LP 버전에서 누락한 데에는 어떤 변명도 있을 수 없다"고 덧붙였다.

## 곡 목록
모든 곡들은 레이 데이비스에 의해 작사/작곡하였다.
| #  | 제목                   | 재생 시간 |
| -- | ---------------------- | --------- |
| 1. | 〈State of Confusion〉 | 3:41      |
| 2. | 〈Definite Maybe〉     | 4:27      |
| 3. | 〈Labour of Love〉     | 3:54      |
| 4. | 〈Come Dancing〉       | 3:54      |
| 5. | 〈Property〉           | 4:19      |

| #  | 제목                               | 재생 시간 |
| -- | ---------------------------------- | --------- |
| 1. | 〈Don't Forget to Dance〉          | 4:34      |
| 2. | 〈Young Conservatives〉            | 3:58      |
| 3. | 〈Heart of Gold〉                  | 4:02      |
| 4. | 〈Clichés of the World (B Movie)〉 | 4:51      |
| 5. | 〈Bernadette〉                     | 3:41      |